# ヘルシンボリ交響楽団
ヘルシンボリ交響楽団（ヘルシンボリこうきょうがくだん、スウェーデン語: Helsingborgs Symfoniorkester、略称:HSO）は、スウェーデンのヘルシンボリに本拠を置くオーケストラ。

## 概要
国の補助金を得て、1911年7月にオロフ・リドナーを指揮者とする北西スコーネ管弦楽団協会が設立された。楽団としての設立は1912年。1932年には、ヘルシンボリ・コンサートホールが完成し、楽団の本拠地となる。
1988年以降、フランス、ドイツ、オーストリア、ポーランド、アメリカ、スペインなど、数多くの海外ツアーを成功させ、国際的評価を受けた。録音活動も活発に行い、NAXOSなどから多数のアルバムをリリースし、特にオッコ・カム指揮によるスウェーデン管弦楽名曲集は大きな売り上げを記録した。
日本からは、山下一史が1993年から1998年まで首席客演指揮者を務めた。

## 首席指揮者等
- オロフ・リドナー (1912年-1939年)
- ステン・フリクベリ (1939年-1945年)
- ホーカン・フォン・アイヒヴァルト (1945年-1959年)
- ステン・オーケ・アクセルソン (1962年-1969年)
- ヨン・フランセン (1969年-1980年)
- ハンス・ペーター・フランク (1980年-1990年)
- オッコ・カム (1991年-1999年)
- ハンヌ・リントゥ (2002年-2005年)
- アンドルー・マンゼ (2006年-2014年)
- ステファン・ソリョム (2014年-2020年)
- マキシム・パスカル（英語版） (2024年- )[1][9]